# Barnakámzsás álszajkó
A barnakámzsás álszajkó (Pterorhinus treacheri) a madarak osztályának verébalakúak (Passeriformes) rendjébe és a Leiothrichidae családjába tartozó faj.

## Rendszerezése
A fajt Richard Bowdler Sharpe angol ornitológus írta le 1879-ben, az Ianthocincla nembe Ianthocincla treacheri néven. Egyes szervezetek a Garrulax nembe sorolják Garrulax treacheri néven.

## Alfajai
- Pterorhinus treacheri damnatus (Harrisson & Hartley, 1934)
- Pterorhinus treacheri griswoldi (J. L. Peters, 1940)
- Pterorhinus treacheri treacheri (Sharpe, 1879)

## Előfordulása
Délkelet-Ázsiában, Borneó szigetén, Indonézia és Malajzia területén honos. Természetes élőhelyei a szubtrópusi vagy trópusi síkvidéki és hegyi esőerdők, valamint szántóföldek és másodlagos erdők. Állandó, nem vonuló faj.

## Megjelenése
Testhossza 24 centiméter.
|  |

## Életmódja
Rovarokkal táplálkozik.

## Természetvédelmi helyzete
Az elterjedési területe nagy, egyedszáma viszont csökken, de még nem éri el a kritikus szintet. A Természetvédelmi Világszövetség Vörös listáján nem fenyegetett fajként szerepel.